# Çandarlı Halil Pasha el Viejo
Çandarlı Kara Halil Hayreddin Pasha, también conocido como Çandarlı Halil Pasha el Viejo, fue un gran visir del Imperio otomano durante el reinado de Murad I. Fue el primero en adoptar formalmente ese título, ya que sus predecesores habían adoptado otros, aunque el puesto era virtualmente el mismo. Su familia marcó el ascenso del Imperio otomano entre 1360 y 1450.
Ascendió al cargo de gran visir desde la posición de cadilesker en septiembre de 1364, manteniéndose en el cargo hasta su muerte en enero de 1387. Fue notable por iniciar el  "devşirme", sistema de reclutamiento usado en el Imperio otomano. Fue sucedido en el cargo de gran visir por su hijo, Çandarlı Ali Pasha. Su otro hijo, Çandarlı Ibrahim Pasha el Viejo, también fue gran visir posteriormente.